# Andrej Aleksandrovitj af Rusland
Prins Andrej Aleksandrovitj af Rusland (russisk: Андрей Александрович Романов; tr. Andrej Aleksandrovitj Romanov) (24. januar 1897 – 8. maj 1981) var en russisk prins fra Huset Romanov. Han var det næstældste barn af storfyrst Aleksandr Mikhailovitj af Rusland og hans hustru storfyrstinde Ksenija Aleksandrovna af Rusland.

## Biografi
Prins Andrej Aleksandrovitj blev født den 24. januar 1897 i Vinterpaladset i Sankt Petersborg i Det Russiske Kejserrige. Han var det andet barn og ældste søn af storfyrst Aleksandr Mikhailovitj af Rusland og hans hustru storfyrstinde Ksenija Aleksandrovna af Rusland. Prins Andrej giftede sig første gang den den 12. juni 1918 i Ai-Todor på Krim i et morganatisk ægteskab med den italienske adelskvinde Elisabetta Ruffo-Sasso dei duchi di Sasso-Ruffo dei principi di Sant' Antimo. De fik tre børn. Efter hendes død i 1940 giftede han sig i 1942 med Nadine McDougall, med hvem han fik en datter. Prins Andrej døde 84 år gammel den 8. maj 1981 i Faversham i England.

## Eksterne links
- Wikimedia Commons har flere filer relateret til Andrej Aleksandrovitj af Rusland